# Marcello Costalunga
Marcello Costalunga (* 5. Januar 1925 in Rom, Italien; † 5. Mai 2010 ebenda) war ein Kurienerzbischof der römisch-katholischen Kirche.

## Leben
Marcello Costalunga empfing nach seiner theologischen Ausbildung im Priesterseminar des Bistums Rom am 27. März 1948 die Priesterweihe durch den Weihbischof in Rom, Luigi Traglia. Er war Kaplan der römischen Pfarrgemeinde San Giovanni Battista de’Rossi, später Generalsekretär des Vikariats von Ugo Kardinal Poletti und Mitarbeiter in der römischen Kurie. Von 1979 bis 1990 war Costalunga Untersekretär und stellvertretender Generalsekretär der Kongregation für die Bischöfe. Er war in seiner Funktion unter anderem involviert in die Anerkennung des Opus Dei und die damit verbundene Errichtung einer eigenen Personalprälatur, einer vom Zweiten Vatikanum eingeführten Rechtsform.
1990 ernannte ihn Papst Johannes Paul II. zum Titularerzbischof von Aquileia und bestellte ihn zum Offizial in der Kurie. Die Bischofsweihe spendete ihm am 6. Januar 1991 Papst Johannes Paul II. selbst; Mitkonsekratoren waren der Kurienerzbischof und spätere Kardinal, Giovanni Battista Re, und der Sekretär der Bischofskongregation, Kurienerzbischof Justin Francis Rigali.
Marcello Costalunga war von 1990 bis 2001 Päpstlicher Verwalter der Patriarchalbasilika von Sankt Paul vor den Mauern. Von 1999 bis 2001 war er Päpstlicher Delegat für die Basilika des Heiligen Antonius in Padua. 2001 wurde seinem altersbedingten Rücktrittsgesuch stattgegeben.
Bischof Costalunga starb in seinem Haus in der Pfarrei Santa Silvia in Rom. Er wurde am 7. Mai 2010 in St. Paul vor den Mauern beigesetzt.